# (5111) Jacliff
(5111) Jacliff es un asteroide perteneciente al cinturón de asteroides, descubierto el 29 de septiembre de 1987 por Edward Bowell desde la Estación Anderson Mesa (condado de Coconino, cerca de Flagstaff, Arizona, Estados Unidos).

## Designación y nombre
Designado provisionalmente como 1987 SE4. Fue nombrado Jacliff en honor a Nombrado en honor de Clifford Holmes y Jackie Holmes. Cliff fue un observador astronómico, organizador y educador. Con la ayuda de su esposa, fundaron la Conferencia de los Telescopios de Riverside en el año 1969.

## Características orbitales
Jacliff está situado a una distancia media del Sol de 2,354 ua, pudiendo alejarse hasta 2,653 ua y acercarse hasta 2,055 ua. Su excentricidad es 0,127 y la inclinación orbital 5,803 grados. Emplea 1319,38 días en completar una órbita alrededor del Sol.

## Características físicas
La magnitud absoluta de Jacliff es 12,7. Tiene 6 km de diámetro y su albedo se estima en 0,425. Está asignado al tipo espectral R según la clasificación SMASSII.